# Accidente ferroviario de Irapuato de 2025
El Accidente ferroviario de Irapuato fue un accidente que se produjo el 6 de agosto de 2025 en la ciudad de Irapuato, Guanajuato, cuando una locomotora sin tripulación operada por Ferromex embistió a varios vehículos en 2 cruces ferroviarios y que termino impactándose con otro tren. El accidente dejó un saldo de al menos 6 personas fallecidas y 2 heridas.

## Antecedentes
El 6 de agosto de 2025 a las 11:30 de la mañana un tren químico proveniente del estado Veracruz y que tenía como destino la ciudad de Guadalajara salía del patio de maniobras ubicado en Irapuato. Había hecho el cambio de tripulación, dejando la tripulación que venían desde México y tomándolo una nueva tripulación que llevaría este tren hasta Guadalajara.
A las 11:35 el tren comenzaría a cruzar la ciudad en la Línea I del Distrito de la Barca, el paso del tren es común en esta línea, pues esta línea ferroviaria conecta a las 2 ciudades más importantes del país siendo Ciudad de México y Guadalajara, este punto es sector clave en la transportación de mercancías por ferrocarril, por la conexión entre ambas ciudades.
El tren estaba compuesto, por 2 locomotoras de Ferromex y 2 locomotoras de Ferrosur lo cual daba un total de 4 locomotoras, el tren cruzaba la ciudad con debida restricción de velocidad de 30 km/h por ser ciudad.

### Locomotoras del Químico Veracruz-Guadalajara.
- FXE 4858 (GE ES44AC), Locomotora líder.
- FSRR 4701 (GE ES44AC), 2da Locomotora líder.
- FXE 4660 (GE ES44AC), Potencia Distribuida.
- FSRR 4706 (GE ES44AC), 2da Potencia Distribuida.
- FXE 4601 (GE ES44AC), 3ra Potencia Distribuida.

Originalmente el tren estaba compuesto por 5 locomotoras: 3 locomotoras de Ferromex y 2 locomotoras de Ferrosur, pero una se desacoplo del tren en los patios de Irapuato cuando se hacía el cambio de tripulación.

## Locomotora involucrada
La locomotora implicada fue la Ferromex 4601, una locomotora diésel-eléctrica modelo ES44AC perteneciente a línea Evolution Series. Fue fabricada por General Electric Transportation Systems (hoy parte del grupo Wabtec), con un motor GEVO-12 y tracción de tipo AC en cumplimiento con las normas EPA Tier 2.
La serie ES44AC es el reemplazo en el catálogo de GE del modelo AC4400CW, y se convirtió en una de las locomotoras diésel más vendidas; comenzó su producción en 2003 hasta la actualidad.
Ferromex adquirió unidades numeradas desde la 4600 hasta la 4659, construidas entre octubre y diciembre de 2006 en la planta de GE en Erie, Pensilvania, grupo al que pertenece la 4601.

## Accidente
A las 11:49 de la mañana, la locomotora 4601 de Ferromex, acoplada al tren químico, presuntamente se desacopló de este mientras se realizaba el cambio de tripulación en el patio de maniobras de Irapuato. Como consecuencia, la locomotora salió del patio en reversa a una velocidad aproximada 50 km/h, superando el límite establecido de 30 km/h en el sistema de restricción de velocidad. Sin tripulación a bordo, continuó su recorrido atravesando la ciudad y acelerando hasta alcanzar los 74 km/h.
A las 11:51 se registró el primer accidente, cuando la locomotora avanzaba por el bulevar Paseo Irapuato, previo al cruce con la calle Florencia en la colonia Europa. En ese punto, junto a los Juzgados embistió a un vehículo Nissan Sentra, provocando que este saliera proyectado hacia la vialidad paralela a la vía férrea. Como resultado, 3 personas fallecieron y una más resultó herida.
La locomotora siguió su curso después del primer accidente, y al llegar al último cruce ubicado bajo el puente Bicentenario, en la colonia Primero de Mayo, embistió a 3 vehículos: una camioneta de construcción Nissan NP300, un Nissan March y una motocicleta. En ese cruce, 3 personas murieron y una más resultó lesionada, de acuerdo con los informes.
Después del segundo accidente, la locomotora continuó su recorrido hasta llegar, metros más adelante, al punto donde se encontraba detenido el tren químico Veracruz-Guadalajara, cuya tripulación ya había sido alertada sobre la situación. Finalmente la locomotora impactó contra el último vagón, quedando incrustada en él.

## Consecuencias
El accidente dejó como saldo preliminar a 6 personas fallecidas, y 2 más con heridas de gravedad, 4 vehículos involucrados y una locomotora dañada. Las autoridades municipales y estatales acudieron a los lugares del siniestro para coordinar las labores de rescate los heridos fueron trasladados a clínicas del ISSSTE y el IMSS. Ferromex informó en un comunicado horas más tarde sobre lo ocurrido y que investigaran las causas del accidente.
Testigos relataron a medios locales que, poco después del accidente, el maquinista habría intentado descender brevemente de la locomotora al lograr detenerla cerca del Fraccionamiento Horizontes. Sin embargo, al notar la presencia de personas presuntamente con intenciones de agredirlo, opto por regresar a la cabina, donde permaneció por más de 32 horas.
Posteriormente, tras aproximadamente 44 horas atrincherado en la locomotora, finalmente accedió a bajar. Compañeros se comunicaron con él por teléfono y lo esperaron fuera de la locomotora; fue sacado bajo resguardo, acompañado por asesores de Ferromex, para rendir su declaración ante las autoridades.

#### Investigación y situación legal del maquinista
Tras el accidente, el maquinista del tren fue detenido y puesto a disposición del Ministerio Público. Posteriormente recuperó su libertad, mientras continuaban las investigaciones para determinar responsabilidades. La Fiscalía General del Estado de Guanajuato señaló que el caso no quedaría cerrado de forma apresurada y se daría acompañamiento a las víctimas y familiares de los fallecidos. Ferromex informó que el análisis de la caja negra de la locomotora se presentaría en caso de ser requerido por las autoridades.

#### Retiro de la locomotora y liberación de las vías
9 días después del accidente, las autoridades retiraron la locomotora 4601 del lugar del donde había quedado incrustada en el último vagón del tren químico, permitiendo así la liberación de las vías ferroviarias para restablecer el tráfico ferroviario. Para la maniobra de retiro, se utilizo la FXE 2048 una EMD GP38-2, fue la encargada de remolcar a la 4601 desde el punto del impacto hasta el patio de maniobras de Irapuato. Posteriormente, el tren involucrado en el accidente reanudó su trayecto, partiendo de Irapuato a las 14:20 horas con destino final en Guadalajara.

## Reacciones
La presidenta municipal Lorena Alfaro García, lamento los hechos ocurridos y exigió a Ferromex a investigar las causas del accidente por su parte Ferromex lamento la situación ocurrida, y brindara apoyo a las familias afectadas cubriendo los gastos funerarios y los gastos hospitalarios a los heridos.  